# Mattias Hagberg

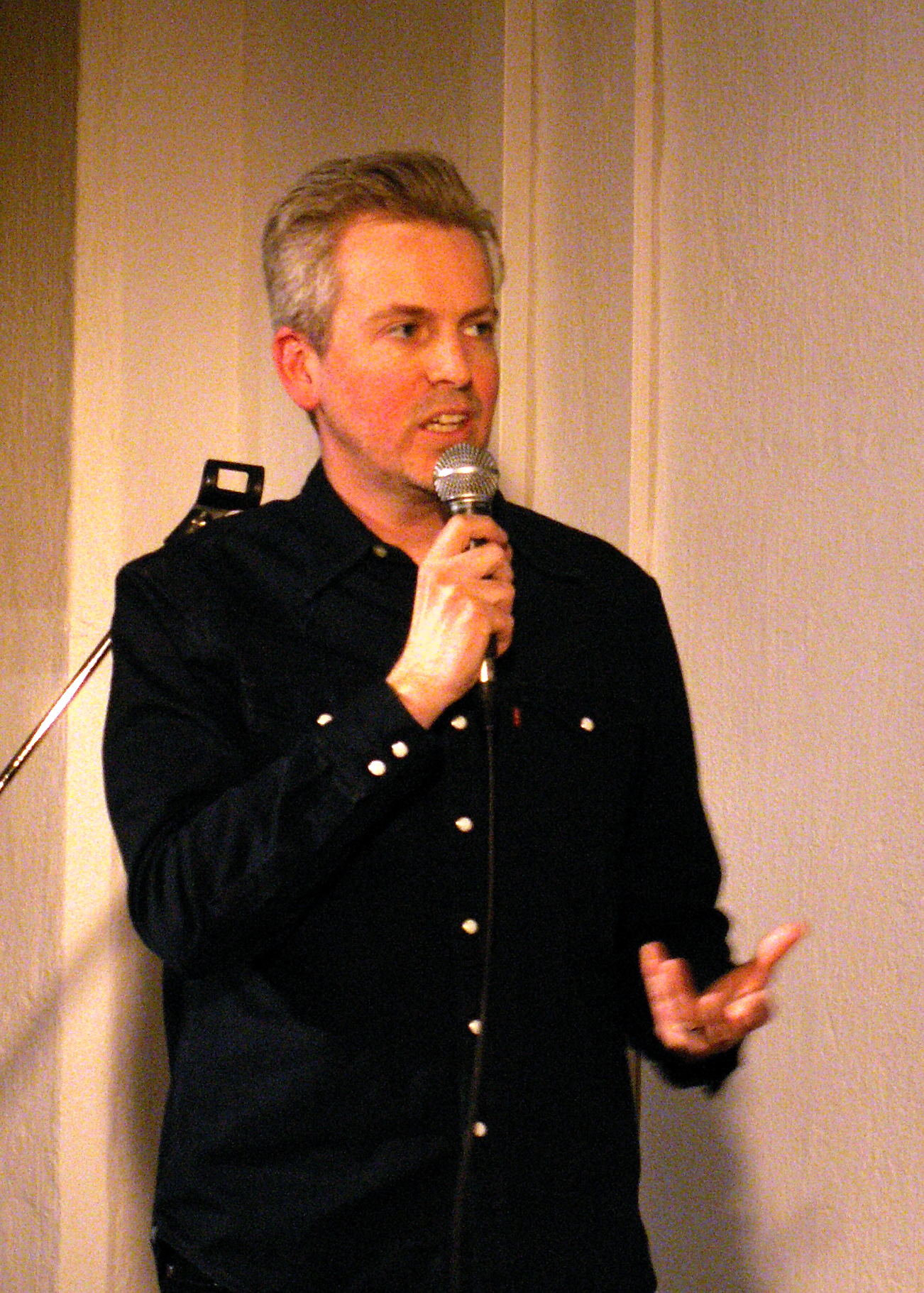
Mattias Hagberg, 2015.

Harald Mattias Hagberg, född 21 juni 1975 i Göteborg, är en svensk journalist, debattör och författare. Han skriver från en vänsterliberal utgångspunkt om bland annat sociala problem, miljöfrågor och filosofi.

## Biografi
Mattias Hagberg har en examen i sociologi från Göteborgs universitet. Han har även studerat historia, ekonomi och statsvetenskap.
Hagberg är frilansjournalist och medlem av frilansgruppen Textverk. Han är fast medarbetare i tidskriften Socialpolitik samt medlem av redaktionsrådet på Ord & Bild. Han medverkar regelbundet  på kultursidan på Göteborgs-Posten och i Sveriges radios essäprogram OBS samt har publicerat sig i tidskriften Arena samt i bland annat Dagens Nyheter och Aftonbladet.
År 2006 kom Mattias Hagbergs debutbok Släpp fångarna loss – ett reportage om brott, straff och trygghet. Två år senare publicerade han Skräp, en bok som såg med kritiska ögon på vår konsumtionskultur.
Sedan slutet av 00-talet har Hagberg framför allt intresserat sig för gränsen mellan normalt/onormalt, friskt/sjukt, människa/djur, lärare/elev, kultur/natur, biologiskt/socialt, ett intresse som bland annat resulterat i Herredjuret och i skräckromanen Rekviem för en vanskapt. Den senare tar upp Sveriges behandling av samer och andra ”annorlunda” under första halvan av 1800-talet. I februari 2015 utgavs De användbara, som kretsar kring samma tema som de två föregående romanerna och är placerat i ett svenskt 1930-tal åren före andra världskrigets utbrott.
I sina böcker kombinerar Hagberg ofta idéromanens form med ett skräckberättande.

## Källhänvisningar
1. ↑  Hagberg, Mattias (2014-11-26): "Monstret vid gränsen". Sverigesradio.se. Läst 17 februari 2015.
2. 1 2 3  "Mattias Hagberg". Arkiverad 17 februari 2015 hämtat från the Wayback Machine. Textverk.se. Läst 17 februari 2015.
3. ↑  ”OBS: Radioessäer av Mattias Hagberg”. https://sverigesradio.se/grupp/46512. Läst 20 oktober 2023.
4. 1 2 3  "Mattias Hagberg: ”Rekviem för en vanskapt”". DN.se. Läst 17 februari 2015.